# Elias Christopher Grenander
Elias Christopher Grenander, född 28 september 1774 i Eriksbergs socken, Älvsborgs län, död 28 april 1845 i Skövde stadsförsamling, var en svensk präst och universitetslärare. Han var far till J.M.A. Grenander.
Grenander blev student vid Uppsala universitet 1793, filosofie magister 1800 samt docent i didaktik och pedagogik 1803. Sedan han 1805 i vetenskapligt ändamål besökt norra Tysklands förnämsta universitet och uppfostringsanstalter, utnämndes han 1807 till extra ordinarie och 1814 till ordinarie filosofie adjunkt samt erhöll 1818 professors namn och fullmakt.
Grenander prästvigdes 1822 och utnämndes 1823 till kyrkoherde i Skövde, 1824 till kontraktsprost och blev 1830 teologie doktor. Han var ledamot av prästeståndet vid riksdagarna 1829–30 och 1834–35. Han författade flera akademiska dissertationer och avhandlingar, predikningar samt översättningar (från tyskan) av pedagogiska och filosofiska arbeten.